# Белорусская партия женщин «Надзея»
Белорусская партия женщин «Надзея» (бел. Беларуская партыя жанчын «Надзея») — белорусская общественно-политическая организация, существовавшая ранее в Беларуси. Руководящим органом партии являлся партийный совет.
11 октября 2007 года решением Верховного Суда Беларуси партия была ликвидирована.

## Цели
Основной целью организации было проведение социально-экономических реформ, направленных на повышение уровня жизни населения, создание благоприятных условий жизни и труда для женщин, выполнение функций матери, воспитательницы и хранительницы семейного очага. Выступала за последовательную реформу экономики, поиск согласия между различными политическими и общественными партиями и движениями, предотвращение раскола в обществе, активное участие женщин в законодательной и исполнительной ветвях власти, построение демократического, социального, правового государства, обеспечивающего равноправие женщин в обществе, полное выкорчевывание их дискриминации, правовую охрану интересов матери и ребёнка, формирование высоких моральных основ семьи.

## История
Создана 28 апреля 1994 года на базе профсоюза работников просвещения, зарегистрированного Министерством юстиции 3 июня 1994 года. Дата перерегистрации — 21 июня 1999 года.
2 июля 2000 года партия присоединилась к Координационному совету демократических сил, однако 27 июня 2001 года она его покинула.
17 августа 2002 года на внеочередном съезде партии Валентина Матусевич была избрана председателем партии, сменив Валентину Павеликову. Это избрание ставилось под сомнение представителями Объединённой гражданской партии и БНФ, поскольку в то время Матусевич занимала должность пресс-секретаря новоизбранного председателя ныне пропрезидентской Федерации профсоюзов Белаоруссии Л. Козика. Таким образом оппозиционность партии ставилась под сомнение. В ответ на это группа сторонников Палевиковой через неделю провела съезд, на котором результаты предыдущего сбора были признаны недействительными, и было принято решение о ликвидации партии и вступлении в Объединённую социал-демократическую партию. По словам Палевиковой, раскол в партии был спровоцирован партией Статкевича, которая пыталась не допустить создания конкурирующей организации на социал-демократическом поле. Спор между двумя группами решило Министерство юстиции, которое подтвердило полномочия Матусевич.
9 октября 2007 года начался процесс ликвидации партии. Иск подал Минюст, ссылаясь на то, что «за время своей деятельности БПЖ «Надзея» якобы неоднократно нарушала законодательство Беларуси, собственный устав, не имела юридического адреса». В декабре 2006 года БПЖ «Надежда», в качестве соучредителя Союза политических партий «Союз левых партий», была одним из организаторов учредительной конференции за пределами Беларуси по созданию этого союза, что, по мнению Минюста, нарушило действующее законодательство и его устав. Министерство юстиции на суде представлял Александр Харитон, судья — Игорь Мильто.
11 октября 2007 года решением Верховного Суда Белоруссии партия ликвидирована.
Председатель «Надзеи» Елена Яськова назвала приговор несправедливым:

«Дело имело явную политическую окраску. Государство как всегда поступило в привычной для себя роли. Я считаю, что ликвидация партии совершенно не обоснована. Нам просто не давали возможность законно действовать. Даже за последний год мы неоднократно сталкивались с отказами в предоставлении помещений для юридических адресов. Впрочем, ждать другого приговора попросту не удавалось».

## Руководство
- Валентина Полевикова (1992—2002)
- Валентина Матусевич (2002—2006)
- Елена Яськова (2006—2007)